# Préporché
Préporché és un municipi francès, situat al departament del Nièvre i a la regió de Borgonya - Franc Comtat. L'any 2007 tenia 207 habitants.

## Demografia

### Població
El 2007 la població de fet de Préporché era de 207 persones. Hi havia 101 famílies, de les quals 32 eren unipersonals (16 homes vivint sols i 16 dones vivint soles), 45 parelles sense fills, 20 parelles amb fills i 4 famílies monoparentals amb fills.
La població ha evolucionat segons el següent gràfic:
Habitants censats

### Habitatges
El 2007 hi havia 206 habitatges, 100 eren l'habitatge principal de la família, 98 eren segones residències i 8 estaven desocupats. 204 eren cases i 2 eren apartaments. Dels 100 habitatges principals, 77 estaven ocupats pels seus propietaris, 16 estaven llogats i ocupats pels llogaters i 7 estaven cedits a títol gratuït; 7 tenien dues cambres, 17 en tenien tres, 30 en tenien quatre i 46 en tenien cinc o més. 52 habitatges disposaven pel capbaix d'una plaça de pàrquing. A 48 habitatges hi havia un automòbil i a 42 n'hi havia dos o més.

### Piràmide de població
La piràmide de població per edats i sexe el 2009 era:
| Homes | Edats   | Dones |
| ----- | ------- | ----- |
| 0     | 95 o +  | 0     |
| 0     | 90 a 94 | 4     |
| 4     | 85 a 89 | 0     |
| 0     | 80 a 84 | 4     |
| 8     | 75 a 79 | 12    |
| 4     | 70 a 74 | 4     |
| 12    | 65 a 69 | 12    |
| 16    | 60 a 64 | 8     |
| 0     | 55 a 59 | 8     |
| 8     | 50 a 54 | 12    |
| 8     | 45 a 49 | 8     |
| 12    | 40 a 44 | 8     |
| 8     | 35 a 39 | 4     |
| 8     | 30 a 34 | 8     |
| 4     | 25 a 29 | 4     |
| 0     | 20 a 24 | 0     |
| 8     | 15 a 19 | 4     |
| 16    | 10 a 14 | 0     |
| 4     | 5 a 9   | 0     |
| 0     | 0 a 4   | 8     |

## Economia
El 2007 la població en edat de treballar era de 125 persones, 86 eren actives i 39 eren inactives. De les 86 persones actives 82 estaven ocupades (50 homes i 32 dones) i 3 estaven aturades (3 dones i 3 dones). De les 39 persones inactives 15 estaven jubilades, 4 estaven estudiant i 20 estaven classificades com a «altres inactius».

### Ingressos
El 2009 a Préporché hi havia 106 unitats fiscals que integraven 207 persones, la mediana anual d'ingressos fiscals per persona era de 13.303 €.

### Activitats econòmiques
Dels 6 establiments que hi havia el 2007, 4 eren d'empreses de construcció, 1 d'una empresa de comerç i reparació d'automòbils i 1 d'una empresa de serveis.
Dels 3 establiments de servei als particulars que hi havia el 2009, 1 era un paleta, 1 lampisteria i 1 electricista.
L'any 2000 a Préporché hi havia 27 explotacions agrícoles que ocupaven un total de 2.310 hectàrees.

## Poblacions més properes
El següent diagrama mostra les poblacions més properes.